# August Jaeger
August Jaeger (1860-1909) fue un compositor y editor musical anglogermano, que mantuvo una estrecha amistad con el compositor inglés Edward Elgar.

## Biografía
August Jaeger nació en 1860 en Düsseldorf. Conoció a Edward Elgar a través de su empleo en la editorial musical londinense Novello & Co. Su asesoramiento y amistad se convirtió en un valor incalculable para Elgar, haciendo que el compositor volviera a trabajar muchos pasajes musicales famosos, como el final de sus Variaciones Enigma y el clímax de El sueño de Geronte. Jaeger fue inmortalizado en la famosa novena variación «Nimrod» de la primera obra mencionada, recordando una conversación sobre los movimientos lentos de Beethoven (Nemrod era un cazador de la Biblia, un juego de palabras con la palabra alemana para cazador, Jäger).
Jaeger defendió la obra del joven compositor Samuel Coleridge-Taylor, del que Elgar afirmó que era «un genio».
Se casó con Isabel Donkersley, una alumna de Henry Holmes en el Royal College of Music.